# IO Водолея
IO Водолея (лат. IO Aquarii), HD 196991 — двойная затменная переменная звезда типа Алголя (EA) в созвездии Водолея на расстоянии приблизительно 833 световых лет (около 255 парсеков) от Солнца. Видимая звёздная величина звезды — от +9,22m до +8,8m. Орбитальный период — около 2,3681 суток.

## Характеристики
Первый компонент — жёлто-белая звезда спектрального класса G0 или F5V-IV. Масса — около 1,64 солнечной, радиус — около 2,54 солнечных. Эффективная температура — около 6150 К.
Второй компонент — жёлто-белая звезда спектрального класса F6V-IV. Масса — около 1,53 солнечной, радиус — около 2,09 солнечных.